# Leptasthenura fuliginiceps
Leptasthenura fuliginiceps là một loài chim trong họ Furnariidae.